# Bipindi
Bipindi es una comuna camerunesa perteneciente al departamento de Océan de la región del Sur.
En 2005 tiene 14 118 habitantes, de los que 861 viven en la capital comunal homónima.
Se ubica sobre la carretera P8, en el noroeste de la región.

## Localidades
Comprende, además de Bipindi, las siguientes localidades:
- Atog-Boga
- Bidjouka
- Bifoum
- Bongouana
- Ebimimbang
- Grand-Zambi
- Kouambo
- Kpwa Nkoutou
- Lambi
- Madoungou
- Melen
- Melombo
- Melondo
- Memel I
- Memel II
- Mimbamela
- Mimfombo
- Moungue
- Mvondo
- Ndtoua
- Nsola
- Nyaminkom
- Petit-Zambi
- Song Mahi
- Tyango